# マッチング・ラブ
『マッチング・ラブ』（MATCHING LOVE）は、TBS系列で深夜に放送された特別番組である。
第1回は2013年のクリスマス・イヴに放送され、参加者は男性268,029人と女性320,599人、この中でマッチングした人数は56,288人だった。
第2回は2014年のクリスマス・イヴに放送され、総参加人数は146,427人だった。

## 出演者

### 第1回
MC
- 田村淳（ロンドンブーツ1号2号）

ゲスト
- 井上裕介（NON STYLE）
- 藤森慎吾（オリエンタルラジオ）
- IMALU
- 河北麻友子

キャスト
- 風間俊介：徳井 カナタ
- 波瑠：岩田 ハルカ
- 山崎裕太：ユウキ
- 逢沢りな：小池 ミサキ
- 上間美緒
- 黒田アーサー

### 第2回
MC
- 田村淳（ロンドンブーツ1号2号）

ゲスト
- いとうあさこ
- 北山宏光（Kis-My-Ft2）

キャスト
- ベッキー：戸田 鈴子
- 平岡祐太：岩沢 隆太郎
- 岡本玲：工藤 美里
- 長谷川朝晴：次郎丸 博之
- 小松彩夏：礼央奈
- 奥仲麻琴：榊原 瞳
- 柾木玲弥[13]

## スタッフ
第1回
- プロデューサー：中島啓介
- 脚本・プロデューサー：渡辺良介（大映テレビ）
- 監督：英勉
- 構成：相澤昇、岡野ぴんこ
- 製作著作：TBS

第2回
- プロデューサー：中島啓介、渡辺良介
- 脚本：坪田塁、ワタナベリョウスケ
- 監督：及川拓郎
- 制作：海本泰
- 構成：相澤昇、岡野ぴんこ
- 制作著作：TBS

## 放送日程
| 回数 | 放送日         | 放送時間      | 放送局    | 対象地域   | 備考                                  |
| ---- | -------------- | ------------- | --------- | ---------- | ------------------------------------- |
| 1    | 2013年12月24日 | 23:36 - 25:06 | TBSテレビ | 関東広域圏 | ABU賞エンターテインメント部門の奨励賞 |
| 2    | 2014年12月24日 | 23:53 - 25:23 | TBSテレビ | 関東広域圏 |                                       |